# アイゼナハ市電
アイゼナハ市電（ドイツ語: Straßenbahn Eisenach）は、かつて東ドイツ（現：ドイツ）の都市・アイゼナハに存在した路面電車。1897年から営業運転を開始したが、1975年までに全線が廃止された。

## 概要
アイゼナハ市内に最初の路面電車路線が開通したのは1897年8月3日で、アイゼナハ中央駅とマリエンタール（Marienthal）間、全長3.1 kmの区間だった。しばらくはこの路線のみの営業運転が続いたが、1909年に新たな路線が開通し、以降1910年と1913年にも延伸が実施された。第一次世界大戦後のハイパーインフレーションの影響により1922年から1924年まで一時全区間で休止する事態も起きたが、以降は再度延伸が行われ、1925年に路線網は最大規模に達した。1936年には路面電車をトロリーバスに置き換える計画も浮上したが、実現する事はなかった。

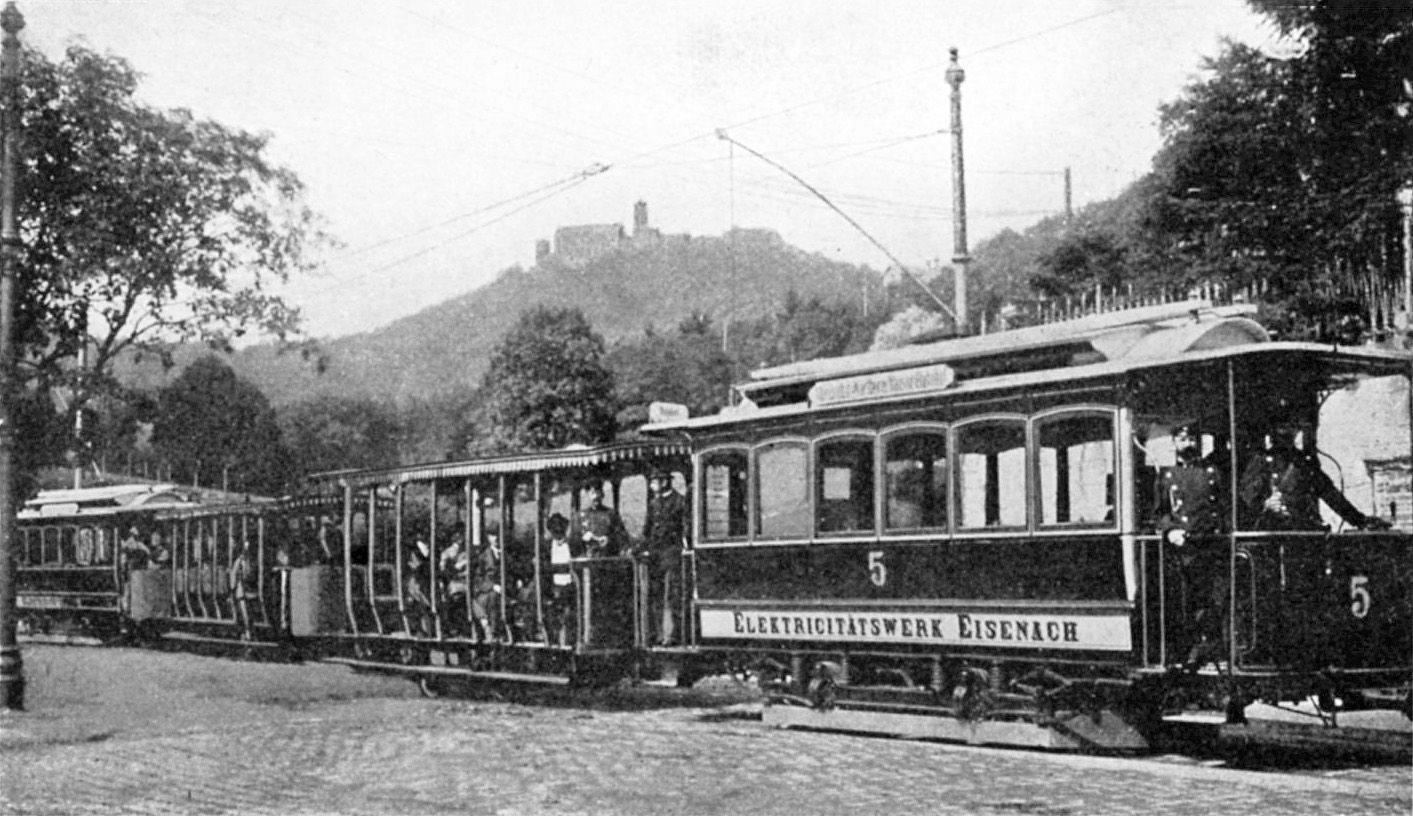
開通初期のアイゼナハ市電（1900年代撮影）

その後、第二次世界大戦中の1943年にマリエンタール（Marienthal）からレストラン「ファンタジー」前（Phantasie）まで一部区間が短縮し、翌1944年から1945年の間は度重なる空襲の被害により運行を停止する事態に陥った。終戦後の1945年7月7日から順次運行を再開し、車両の施設の近代化も進められたが、1958年以降は路線バスへの置き換えによるファンタジー方面の区間が廃止された。そして1969年にも都市整備の一環として路線が縮小され、残された区間についても1975年12月31日をもって廃止された。最後まで使用された車両は電動車10両、付随車3両であった。

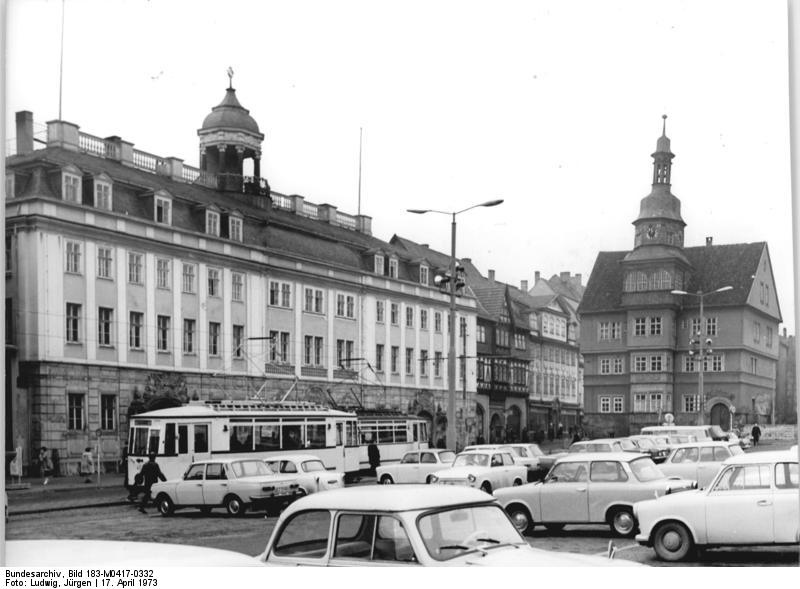
廃止直前のアイゼナハ市電（1973年撮影）

廃止後、一部車両は各都市の路面電車や博物館に譲渡されており、そのうちエアフルト、イェーナ、ライプツィヒに譲渡された車両が2020年時点で現存している。また、路面電車の車庫に使用されていた建造物も同年時点で現存しており、駐車場として用いられている。

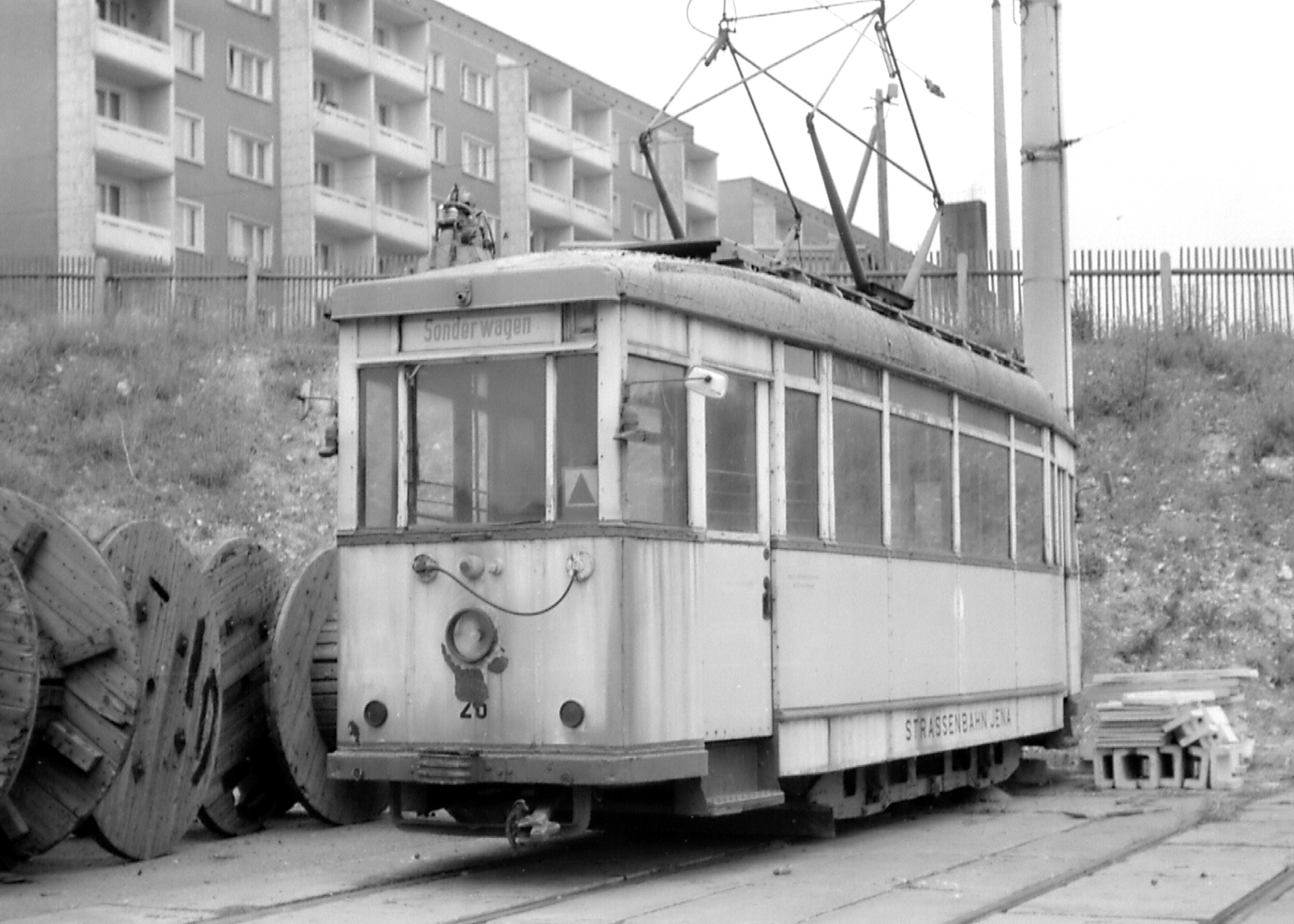
イェーナ市電（イェーナ）に譲渡された車両（1979年撮影）
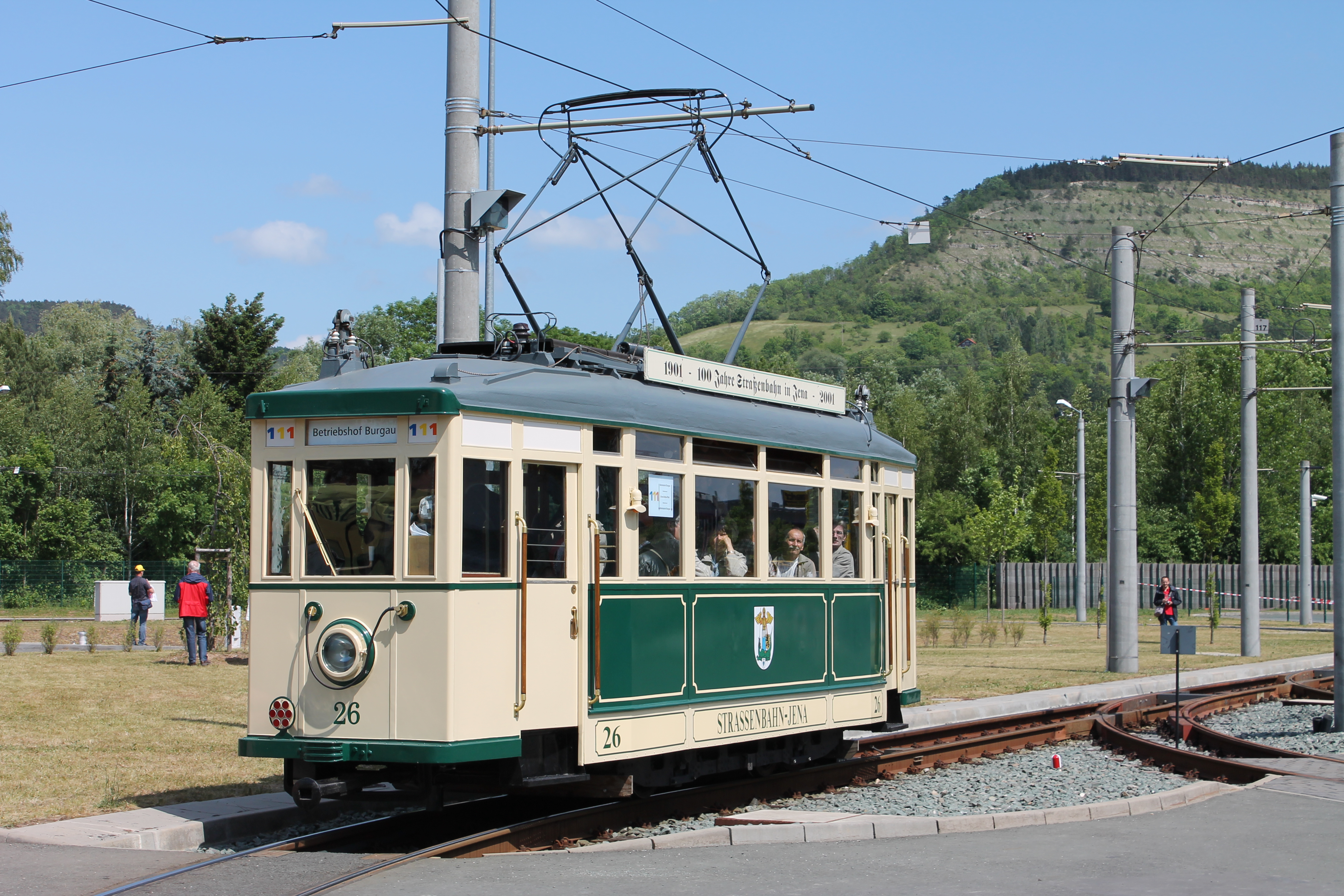
戦前の姿に復元されイェーナ市電で動態保存が行われている（2012年撮影）
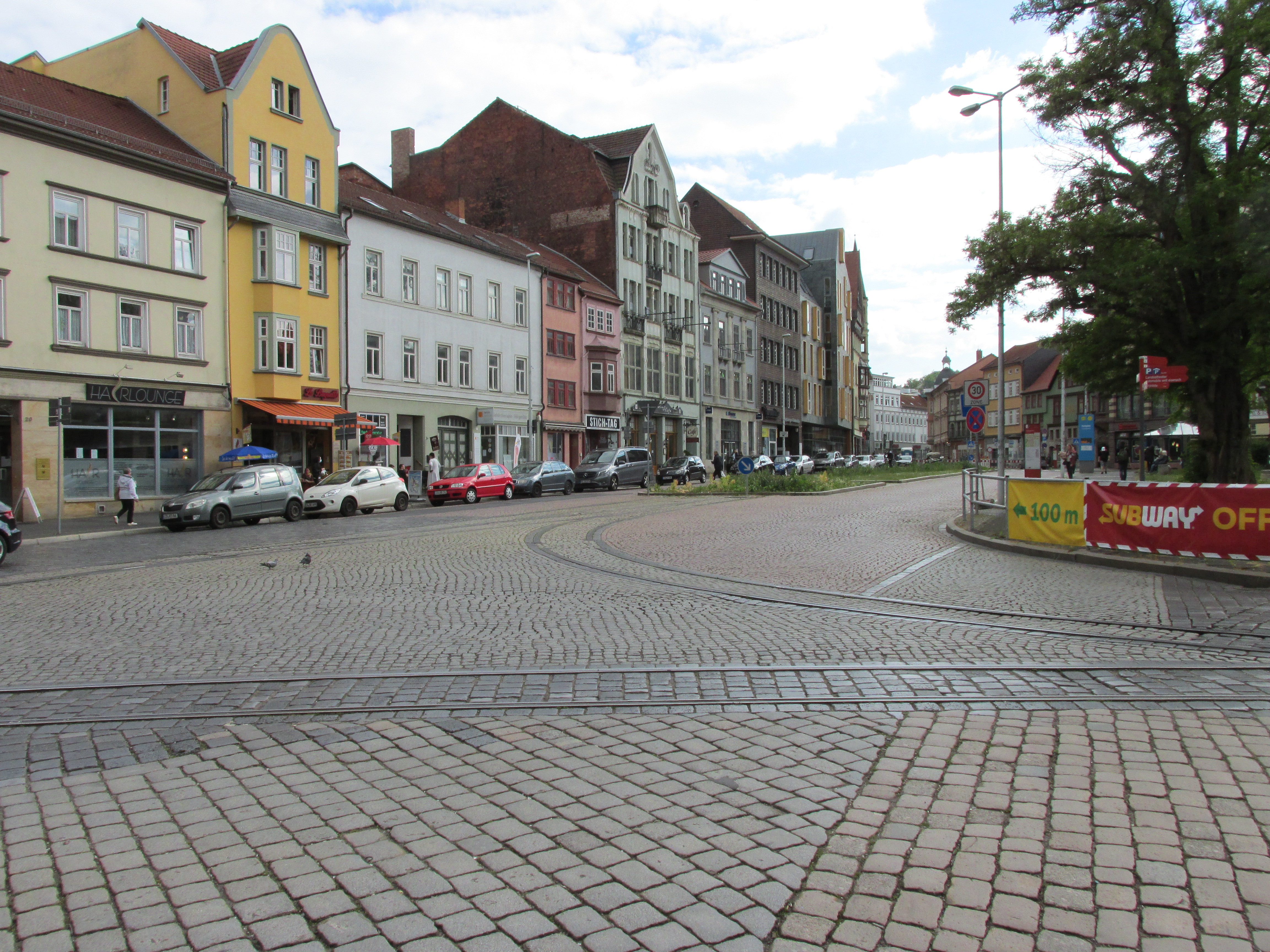
アイゼナハ市内に残る廃線跡（2020年撮影）
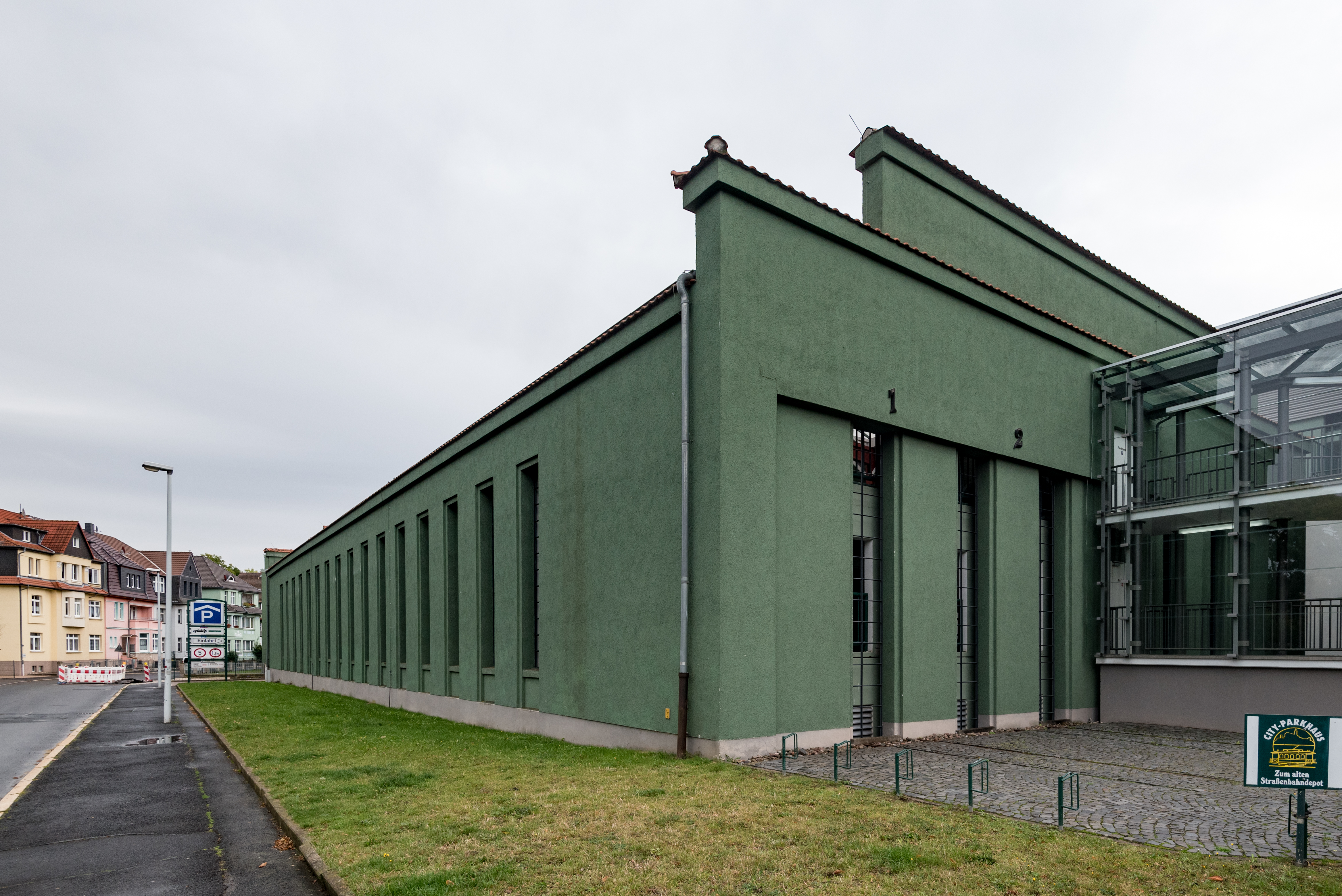
車庫の建物は駐車場に用いられている（2019年撮影）